# Skelton and Brotton
Skelton and Brotton – civil parish w Anglii, w North Yorkshire, w dystrykcie Redcar and Cleveland. W 2011 civil parish liczyła 12848 mieszkańców.